# Doug Furnas
Doug Furnas (Commerce, 11 dicembre 1959 – Tucson, 2 marzo 2012) è stato un wrestler e powerlifter statunitense.
Conosciuto per aver combattuto nella World Wrestling Federation (WWF), World Championship Wrestling (WCW) e nell'Extreme Championship Wrestling (ECW) con il ring name di Doug Furnas.

## Personaggio

### Mosse finali
- Canadian backbreaker rack
- Dropkick
- Frankesteiner
- German suplex

## Titoli e riconoscimenti
- All Japan Pro Wrestling
  - All Asia Tag Team Championship (5) - con Dan Kroffat
- Extreme Championship Wrestling
  - ECW Tag Team Championship (1) - con Philip Lafond
- Pro Wrestling Illustrated
  - 138º tra i 500 migliori wrestler singoli nella PWI 500 (1997)
  - 181º tra i 500 migliori wrestler singoli nella "PWI Years" (2003)
- Universal Wrestling Association
  - UWA World Tag Team Championship (2) - con Dan Kroffat
- USA Wrestling
  - USA Heavyweight Championship (1)
  - USA Tennessee Heavyweight Championship (1)
- Wrestling Observer Newsletter
  - 5 Star Match con Dan Kroffat vs. Kenta Kobashi e Tsuyoshi Kikuchi, Sendai, 25 maggio
  - Match of the Yearcon Dan Kroffat vs. Kenta Kobashi e Tsuyoshi Kikuchi, Sendai, 25 maggio